# Nele Weßel
Nele Weßel (* 6. November 1999 in Berlin) ist eine deutsche Leichtathletin, die sich auf den Mittelstreckenlauf spezialisiert hat. Sie ist die Tochter von Kathrin Weßel.

## Karriere
2017 trat Weßel über 400 Meter Hürden bei den Deutschen Meisterschaften an und belegte dort den sechsten Platz. Bei den Deutschen Meisterschaften 2022 wurde sie Fünfte über 1500 Meter. Ein Jahr später gewann sie die Bronzemedaille in dieser Disziplin. 2024 verbesserte sie sich auf den zweiten Platz.
Bei den Deutschen Hallenmeisterschaften 2023 gewann sie die Silbermedaille über 1500 Meter.
Weßel nahm bei den Olympischen Sommerspielen 2024 am 1500-Meter-Lauf teil, schied aber im Hoffnungslauf aus.